# Историја Некрономикона
„Историја Некрономикона” (енгл. History of the Necronomicon) је приповетка америчког писца Хауарда Филипса Лавкрафта, написана 1927. и објављивана 1938. године. Прича описује порекло истоимене измишљене књиге и наводно није фикција, што доприноси изгледу „псеудоаутентичности” коју је Лавкрафт ценио у стварању свог опуса Ктулу митова. Сходно томе, претпоставља се да је „Историја Некрономикона” била инспирација за Краља у жутом Роберта В. Чејмберса, који се бави књигом која разара умове оних који је прочитају.

## Радња
Прича говори како је Некрономикон написао луди Арапин Абдул Алхазред под насловом Ал-Азиф. Алхазред је умро након што су га прождрали невидљиви демони пред престрављеном гомилом. Његово дело је касније заташкано, иако је преживело. Није сачувана оригинална арапска копија, нити грчки превод. Само пет превода са грчког на латински (преименованих у Некрономикон) се чувају у одређеним библиотекама (Британски музеј, Национална библиотека Француске, Универзитет у Буенос Ајресу, Библиотека Вајденер на Универзитету Харвард и Универзитет Мискатоник), иако приватне копије постоје.

## Име лика
Лавкрафт је креирао име лика Абдула Алхазреда из више извора. Као дете, Лавкрафт је био инспирисан романом Хиљаду и једна ноћ и заинтересовао се за арапску културу. Са пет година је током играња развио псеудоним „Абдул Алхазред”, који му је можда дао породични адвокат. Нагађа се да би име такође могло да потиче од старе породице Хазард која је живела у Провиденсу у исто време када и Лавкрафт. Име би такође могло бити игра речи јер фонетски звучи као „all-has-read” (све је прочитано) због Лавкрафтове љубави према читању.
На арапском језику, име „Абдул Алхазред” није граматички исправно. Суфикс „-ул” и префикс „ал-” се односе на члан „the”, у суштини га понављајући два пута. У арапским преводима „Историје Некрономикона”, његово име се појављује као „Абдуалах Алхазред” или понекад „Абд Ал-Хазред”. У самим Ктулу митовима и када га стручњаци или други аутори помињу, „Луди Арапин” се увек пише великим словом, што сугерише да је „Луди Арапин” властита именица и титула.

## Публикација
„Историју Некрономикона” је постхумно објавио Rebel Press 1938. године, годину дана након Лавкрафтове смрти. Одштампано је само 80 примерака оригиналног издања, а врло мало их постоји и данас. Ниједна копија оригиналног издања се не чува на универзитетима или библиотекама, чак ни у библиотеци Универзитета Браун, која има једну од највећих колекција артефаката повезаних са Лавкрафтом. Већину прештампаних верзија приповетке објавио је Necronomicon Press 1970-их. „Историја Некрономикона” је једна од ретких Лавкрафтових прича која се ретко налази у сабраним колекцијама и издањима његових дела.
Пре објављивања, Лавкрафт је послао измишљену историју коју ће укључити у „Историји Некрономикона” у писму колеги аутору и поверенику Кларку Ештону Смиту. Лавкрафт је написао: „Нарочито сам сакупио неке податке о прослављеном и непоменутом Некрономикону лудог Арапина Абдула Алхазреда... Једном је један човек прочитао копију у библиотеци универзитета Мискатоник у Аркаму — прочитао је и избезумљен побегао у брда...али то је друга прича!”.

## Псеудобиблија
Псеудобиблија је врста наративне технике у којој се имагинарни наратив представља као нефикција, често користећи измишљене цитате или текстове, који се понекад назива измишљеном књигом. Псеудобиблија се може користити за успостављање веродостојности, за додавање реализма већој, повезаној причи или за повезивање са стварним светом. Лавкрафтова употреба псеудобиблије веома је распрострањена у „Историји Некрономикона”, која је написана док је Лавкрафт писао за палп хорор часопис Weird Tales. Псеудобиблију су увелико користили различити писци за овај часопис, који су се често сарађивали у међусобним делима. Серијализована природа медија спречила је Лавкрафта да направи нову измишљену поставку, тако да му је псеудобиблија омогућила да гради свет унутар ограничења палп формата. Поред тога, постоје примери у средњовековној арапској литератури да су приче о натприродној фикцију представљене као нефикција, жанр који се назива „чудесне приче”, које је Гонс описао као „делом путопис, делом историјски трактат, а делом гримоар”. Хиљаду и једна ноћ је настала под утицајем овог жанра арапске књижевности, што такође може објаснити Лавкрафтову склоност да користи псеудобиблију у својим делима, сматра Гонс.
Лавкрафт је редовно цитирао оригиналне научне изворе поред сопствених измишљених извора, као што је „Историја Некрономикона”. Лавкрафт пише да су Некрономикон заташкали и спалили патријарх Михаило I и папа Гргур IX, а обојица су стварне, историјске личности. Међутим, научник Теодорус Филетас га је назвао Некрономион и превео на грчки, али ова личност је у потпуности измишљена. Поред тога, новела У планинама лудила је још једно Лавкрафтово дело писано у форми псеудобиблије. Приповедач приче покушава да одврати групу истраживача да се упусте на путовање на Антарктик и пружа детаљну, алтернативну праисторију света која је темељ космологије Ктулу митова.
Џон Енгл тврди да је псеудобиблија „Историје Некрономикона” довела до тога да људи верују да је прича истинита, и обични читаоци и окултисти који су укључили аспекте Лавкрафтових дела у своје окултне праксе упркос томе што је сам Лавкрафт презирао праве окултисте. На пример, „Историја Некрономикона” наводи да је Џон Ди превео Некрономикон на енглески. Ди је био математичар и окултиста којег окултисти и данас проучавају и поштују.
Чинило се да је и сам Лавкрафт био свестан ове потенцијалне импликације његове употребе псеудобиблије, јер је веровао да ако унутрашња космологија његових Ктулу митова буде реална, он је мора конструисати „са свом пажњом и веродостојношћу стварне преваре”. Године 1936. лажна рецензија новог превода Некрономикона појавила се у новинама Branford Review. Лавкрафт је о овој лажној рецензији рекао: „Ако легенда о Некрономикону настави да расте, људи ће на крају веровати у њу и оптуживати ме за лажирање када укажем на право порекло ствари!” Оригинални писац ове лажне рецензије био је Доналд Волхајм, аутор и уредник који је био обожаватељ Лавкрафта и који је почео да му пише отприлике у време када је објављена његова лажна рецензија. Волхајм ће касније објавити низ Лавкрафтових дела у свом фанзину пре његове смрти. Лавкрафтов проучавалац Кендрик Кервин Чуа тврдио је да је ова лажна рецензија инспирисала Лавкрафта да напише „Историју Некрономикона”, што је нетачно јер је написана 1927, али објављена постхумно.

## Критицизам
„Историја Некрономикона” је критикована због приказивања блискоисточне културе и историје на штетан начин, посебно када се комбинује са псеудобиблијском формом текста. Габријел Маки тврди да Лавкрафтов приказ Блиског истока „као места мистерије и необичности” појачава недостатак свести и знања јавности о овом региону. Према критичарима, прича ненамерно промовише историјску неписменост јер мистификује или, у неким екстремним случајевима, демонизује антички свет. Псеудобиблија и интертекстуална природа „Историје Некрономикона” позива обожаваоце и ауторе да измене праву блискоисточну историју и припишу апстрактне моралне појмове као што су „добар”, „зао” или „сатански” историјским местима и личностима. Неки тврде да може да промовише анти-интелектуализам који окружује блискоисточну културу, религију и историју, упркос чињеници да академици из области антропологије и древне историје знају много о томе. Ова конфузија око Лавкрафтових дела је резултирала да званични судови користе везу оптуженог са лавкрафтовском литературом као доказ за кривично гоњење и присвајање блискоисточне културе у западним култовима и натприродним круговима.
Порекло Лавкрафтовог присвајања блискоисточних култура и историје потенцијално лежи у његовим ксенофобичним становиштима. Лавкрафт је повезивао магију и сујеверје са „монголоидним народима”, а стручњак Ерик Дејвис тврди да се његов страх од мешања раса и имиграције може видети у његовим делима. Лик Абдула Алхазреда је такође производ ове мистификације и оријенталистичког схватања Блиског истока, према есејисти Ифрану Алију, пошто је ислам у то време на Западу виђен као „мистериозна, маргинална религија”. Алхазред, који је отпаднички муслиман, аутор је Некрономикона, књиге за призивање чудних ентитета, што се може посматрати као погрешна карактеризација ислама и Блиског истока уопште. Али тврди да ово подстиче исламофобију јер повезује ислам са окултизмом који су имплицитно поремећени или чудни.

### Одговор на критицизам
Други књижевни критичари су тврдили да поставка „Историје Некрономикона” на Блиском истоку претвара текст у критику модернизма и начина на који западна академија третира незападне историјске артефакте. Хејли се слаже да мистификација Блиског истока у „Историји Некрономикона” појачава репрезентацију региона као чудног и страног, али уместо да изражава Лавкрафтову ксенофобију, критикује начин на који академици приступају историји. Титула Абдула Алхазреда као „Лудог Арапина” показује како се незападни научници разликују и сматрају „лудима” због својих пракси и методологија које нису у складу са традиционалним схватањем. Некрономикон је начињен у далеко у пустињи јер његово стварање не спада у домен одобрених методологија и истраживања западне академије. Како се Некрономикон појављује кроз историју, власти га заташкавају због јеретичке природе, и често се појављује у временима када се перципирају окултне активности, као, на пример, у власништву човека током суђења вештицама у Сејлему. Међутим, до 20. века копије Некрономикона могу се наћи на разним западним универзитетима, што, према Хејлију, показује како ће исте институције које су историјски демонизовале и прогониле незападне артефакте које нису разумели произвољно одлучиле да су вредне проучавања, јер „то више није предмет кога се треба плашити, већ радозналост коју треба проучавати и испитати”.
Књижевни критичар Ијан Алмонд тврди да су разлике у анализи Лавкрафтове ксенофобије у његовим делима одраз његових сопствених супротстављених мисли, истовремено откривајући његове сопствене расистичке претпоставке о арапској култури, али и обожавајући је, с обзиром на његову љубав према Хиљаду и једној ноћи. Традиционална хришћанска веровања о арапској култури у средњем веку су сматрала да је Блиски исток место несвете, мрачне магије. Алмонд тврди да Лавкрафт балансира ово веровање са розенкројцерским погледом на Блиски исток као на место са алтернативним изворима знања, информација и духовности у поређењу са традиционалном хришћанском догмом. Лавкрафт је био атеиста, али је имао ксенофобичне идеје, па је, према Алмонду, разумевање Лавкрафтовог погледа на свет непотпуно без признавања обе стране његових списа.